# بریتیش ریل کلاس ۲۰۷
بریتیش ریل کلاس ۲۰۷ (انگلیسی: British Rail Class 207) یک قطار خودگرانشی دیزلی مورد استفاده شرکت راه‌آهن بریتیش ریل بود.
این قطار که در سال ۱۹۶۲ تولید می‌شده دارای ۴۵۰ کیلووات توان خروجی و ۱۲۱ کیلومتر در ساعت سرعت نهایی بوده‌است.